# The Passage (serie televisiva)
The Passage è una serie televisiva statunitense ideata da Liz Heldens e basata sul romanzo fanta-horror Il passaggio, scritto da Justin Cronin.
Prodotta da Matt Reeves, David W. Zucker, Adam Kassan e Ridley Scott, la serie segue dei detenuti che vengono rinchiusi in un istituto segreto, per essere usati come cavie di un progetto su un virus proveniente dalla Bolivia, che potrebbe curare le varie malattie che esistono nel mondo oppure porre fine a tutta la razza umana.
La prima e unica stagione, composta da 10 episodi, è stata trasmessa negli Stati Uniti sul network Fox dal 14 gennaio all'11 marzo 2019.
In Italia, la serie è andata in onda su Fox, canale a pagamento della piattaforma Sky, dal 28 gennaio al 25 marzo 2019.
La serie è stata cancellata il 10 maggio 2019.

## Trama
Il Progetto Noah è una struttura medica segreta in cui gli scienziati stanno sperimentando un virus pericoloso che potrebbe portare alla cura di tutte le malattie, ma ha anche il potenziale per spazzare via la specie umana.
Quando la giovane Amy Bellafonte viene scelta come soggetto di prova, l'agente federale Brad Wolgast è l'uomo che ha il compito di portarla nella struttura. Successivamente Wolgast diventa il padre surrogato, mentre cerca di proteggerla ad ogni costo. Il viaggio di Brad e Amy li costringerà a confrontarsi con lo scienziato principale del progetto, il maggiore Nichole Skyes e con l'ex agente operativo della CIA incaricato delle operazioni, Clark Richards, che Brad ha addestrato.
Allo stesso modo li porta faccia a faccia con una pericolosa nuova razza di esseri confinati all'interno delle mura della struttura, tra cui l'ex scienziato Tim Fanning e la detenuta nel braccio della morte Shauna Babcock. Nel cercare gli alleati che riesce a trovare, Brad si rivolge anche alla sua ex moglie, la dottoressa Lila Kyle per chiedere aiuto. Ma mentre gli scienziati del Progetto Noah si preparano a una cura che potrebbe salvare l'umanità, questi nuovi esseri iniziano a mettere alla prova i propri poteri, avanzando di un passo verso una fuga che potrebbe portare a un'apocalisse inimmaginabile.

## Episodi
| Stagione       | Episodi | Prima TV USA | Prima TV Italia |
| -------------- | ------- | ------------ | --------------- |
| Prima stagione | 10      | 2019         | 2019            |

## Personaggi e interpreti

### Principali
- Brad Wolgast, interpretato da Mark-Paul Gosselaar, doppiato da Gianfranco Miranda.[8]
- Amy Bellafonte, interpretata da Saniyya Sidney, doppiata da Chiara Fabiano.
- Dott. Tim Fanning, interpretato da Jamie McShane, doppiato da Simone Mori.[9]
- Dott.ssa maggiore Nichole Sykes, interpretata da Caroline Chikezie, doppiata da Alessia Amendola.[9]
- Dott.ssa Lila Kyle, interpretata da Emmanuelle Chriqui, doppiata da Ilaria Latini.[10]
- Shauna Babcock, interpretata da Brianne Howey.
- Anthony Carter, interpretato da McKinley Belcher III, doppiato da Massimo Triggiani.
- Dott. Jonas Lear, interpretato da Henry Ian Cusick, doppiato da Massimo Rossi.
- Clark Richards, interpretato da Vincent Piazza, doppiato da Davide Marzi.[11]

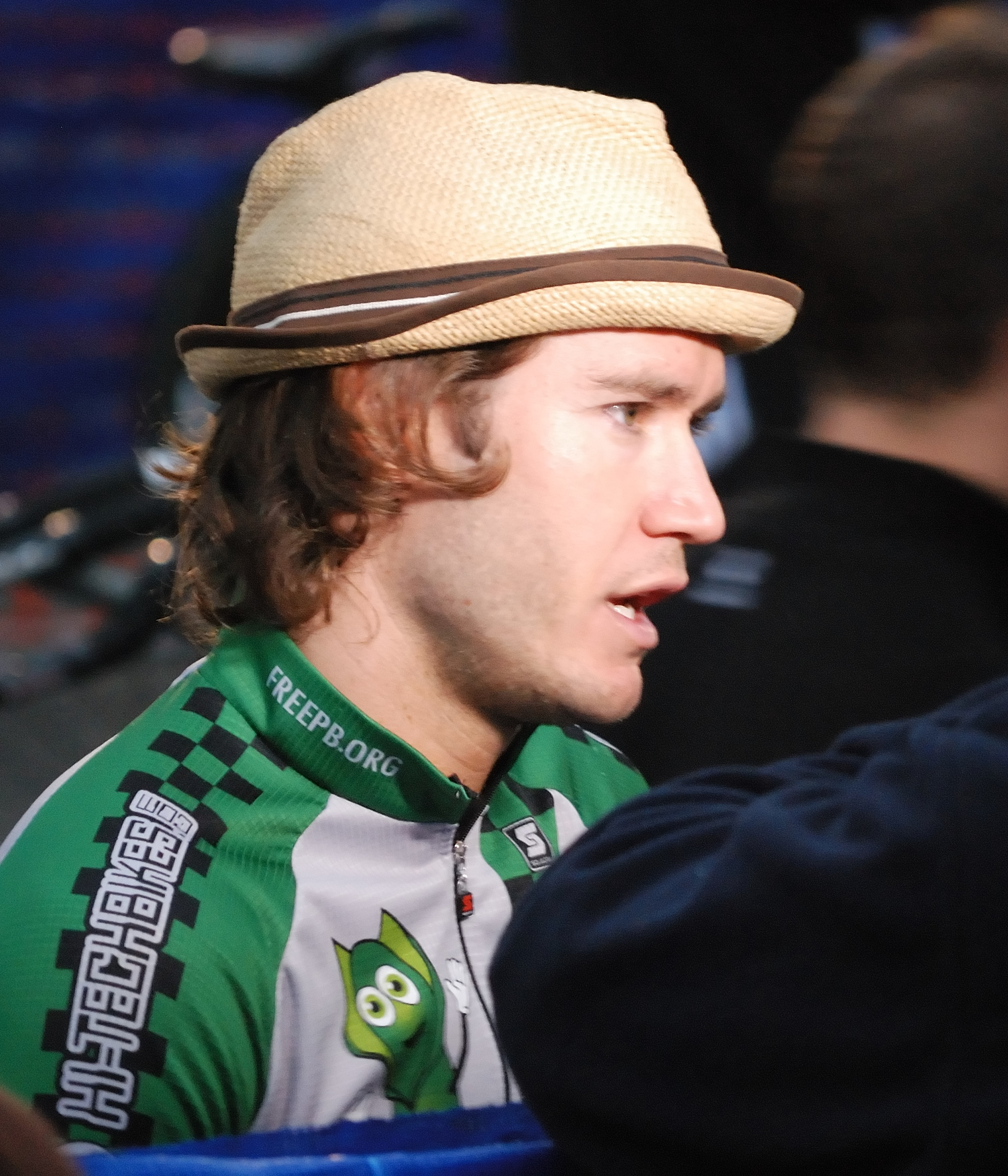
Mark-Paul Gosselaar interpreta Brad Wolgast
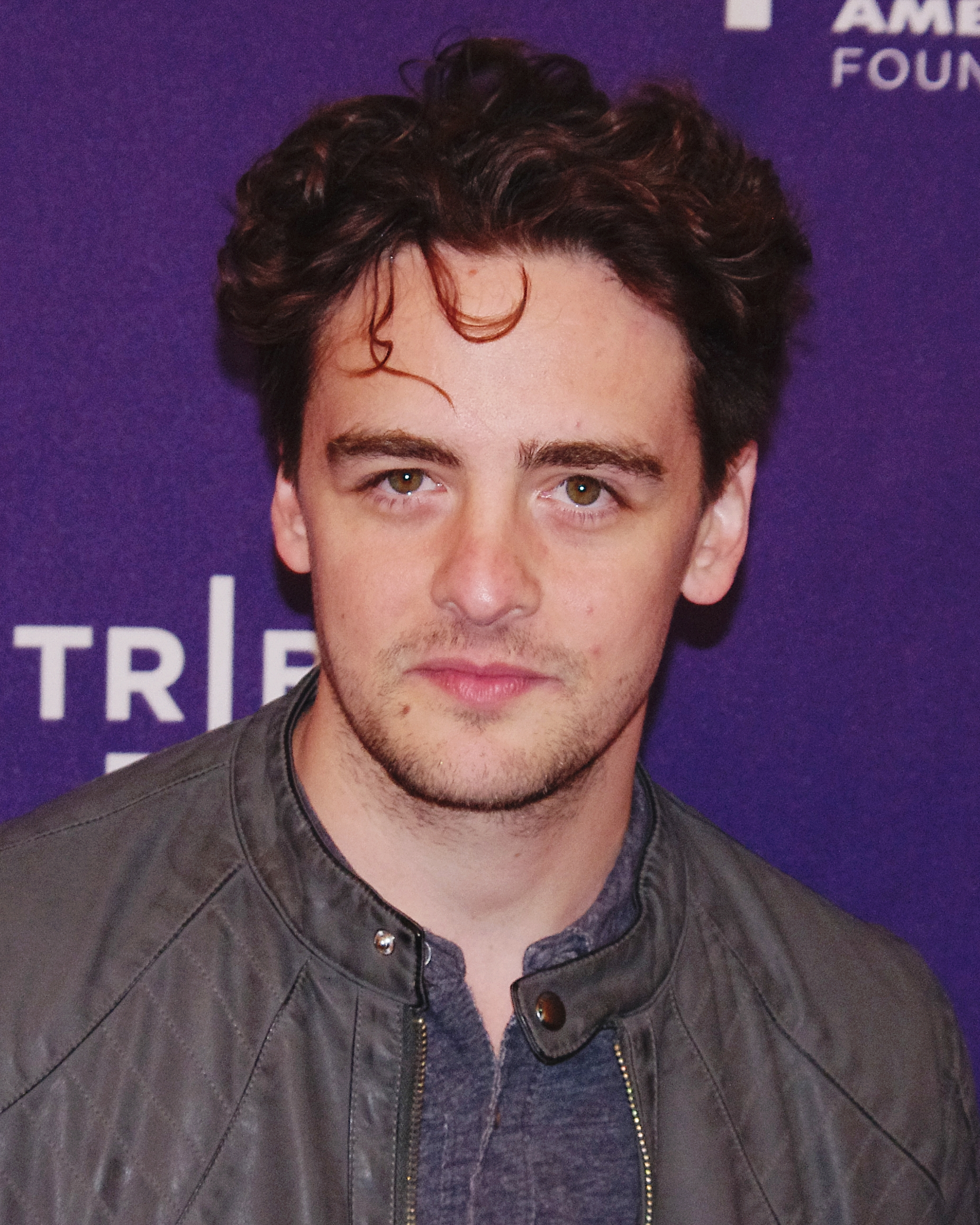
Vincent Piazza interpreta Clark Richards
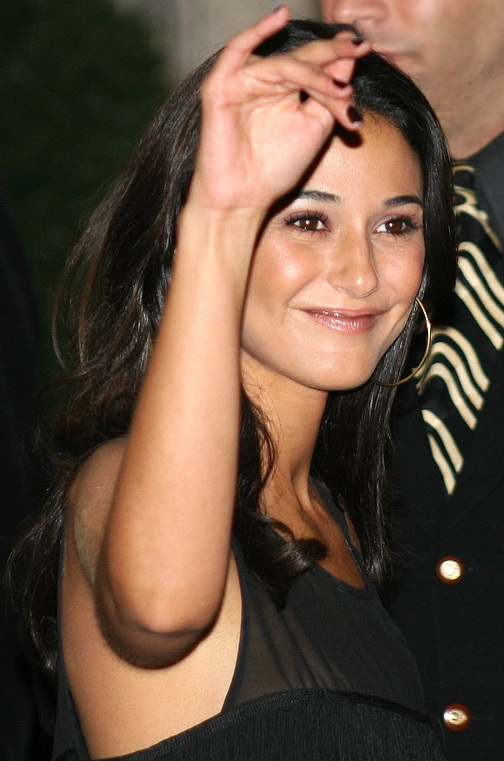
Emmanuelle Chriqui interpreta Lila Kyle

## Produzione

### Sviluppo
L'11 novembre 2016, venne annunciato che la Fox voleva realizzare un adattamento televisivo del romanzo del 2010 Il passaggio, scritto da Justin Cronin.
Il 26 gennaio 2017, la Fox ordinò la produzione dell'episodio pilota, diretto da Marcos Siega. Il 5 maggio, la rete chiese una seconda sceneggiatura poiché era una possibile richiesta di mezza stagione. L'8 agosto, venne annunciato che la rete non era rimasta molto soddisfatta dell'episodio, chiedendo alla produzione di realizzarne uno nuovo. Riguardo ad esso, il presidente della Fox Entertainment, David Madden, disse:
L'8 febbraio 2018, venne annunciato che l'episodio era stato riprogettato, con Jason Ensler come regista e alcuni cambiamenti creativi. Come parte dei cambiamenti, le storie dei tre personaggi del pilot originale, Alicia Donadio, Peter Jaxon e Sarah Fisher furono eliminate e gli attori coinvolti, uscirono dal cast della serie. L'8 maggio, la Fox, convinta dal secondo pilot, ordinò ufficialmente la serie. Poiché il pilot finale ha il contenuto delle due versioni, entrambi i registi sono stati accreditati. Il 23 ottobre, viene annunciato che la serie sarebbe stata trasmessa in prima visione dal 14 gennaio 2019.

### Casting
Il 1º giugno 2017, venne annunciato che Mark-Paul Gosselaar, Saniyya Sidney, Génesis Rodríguez, Brianne Howey, B.J. Britt e Jennifer Ferrin si erano uniti al cast della serie. Il 15 giugno, entrò nel cast anche Vincent Piazza. L'8 febbraio 2018, fu annunciato che a causa di cambiamenti creativi Genesis Rodriguez, BJ Britt e Jennifer Ferrin avevano abbandonato la serie. Il 13 febbraio venne annunciato che Jamie McShane e Caroline Chikezie si erano uniti al cast. Il giorno dopo, entrò anche Emmanuelle Chriqui.

## Promozione
Il 14 maggio 2018, fu lanciato il trailer ufficiale della serie. Il 12 luglio è uscito il primo poster della serie. Il 23 ottobre è stato pubblicato il trailer esteso.

## Accoglienza

### Critica
La serie è stata accolta in maniera mista dalla critica. Sull'aggregatore di recensioni Rotten Tomatoes ha un indice di gradimento del 54% con un voto medio di 5,05 su 10, basato su 13 recensioni. Il commento consensuale del sito recita: "Le forti interpretazioni dei protagonisti Mark-Paul Gosselaar e Saniyya Sidney non possono certo correggere la trama ribelle e il tono debole di The Passage". Su Metacritic, invece, ha un punteggio di 62 su 100, basato su 15 recensioni.